# Niederzier
Niederzier település Németországban, azon belül Észak-Rajna-Vesztfália tartományban. Lakosainak száma 14 493 fő (2023. december 31.). Niederzier Düren, Merzenich és Jülich községekkel határos.

## Közigazgatás
A település hét része:
- Ellen
- Hambach
- Huchem-Stammeln
- Krauthausen
- Niederzier
- Oberzier
- Selhausen

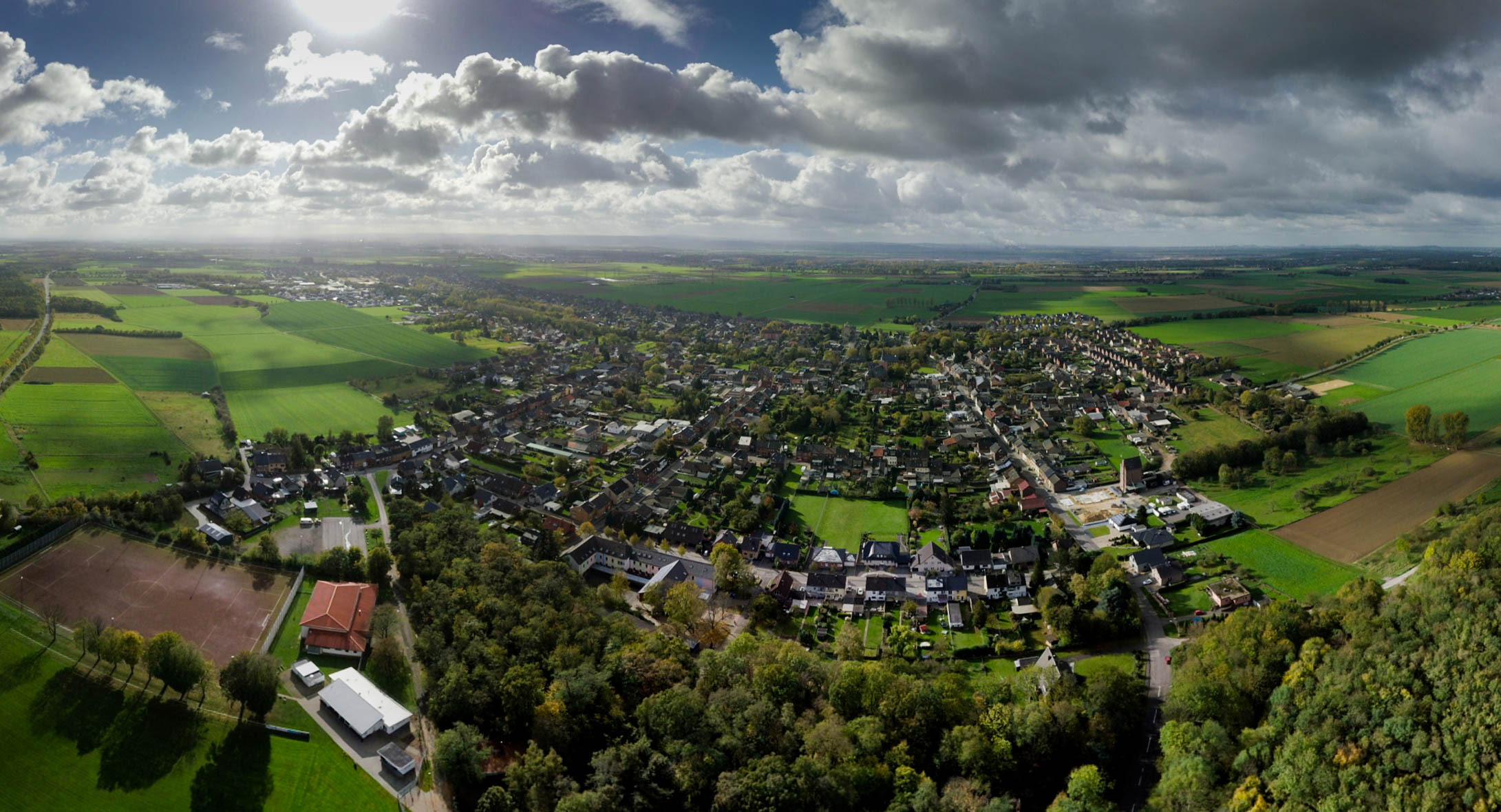
Niederzier és Oberzier
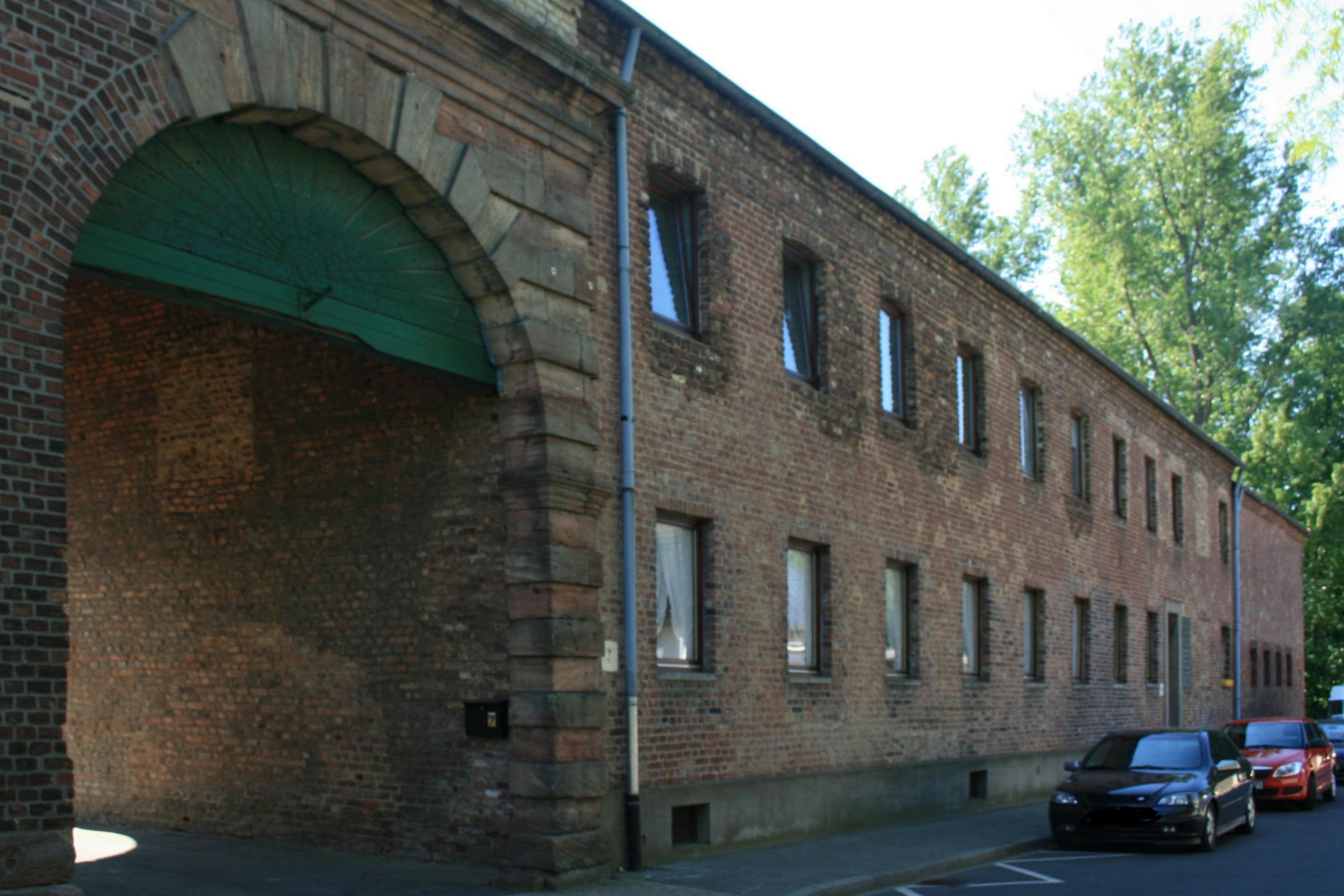
Ellen
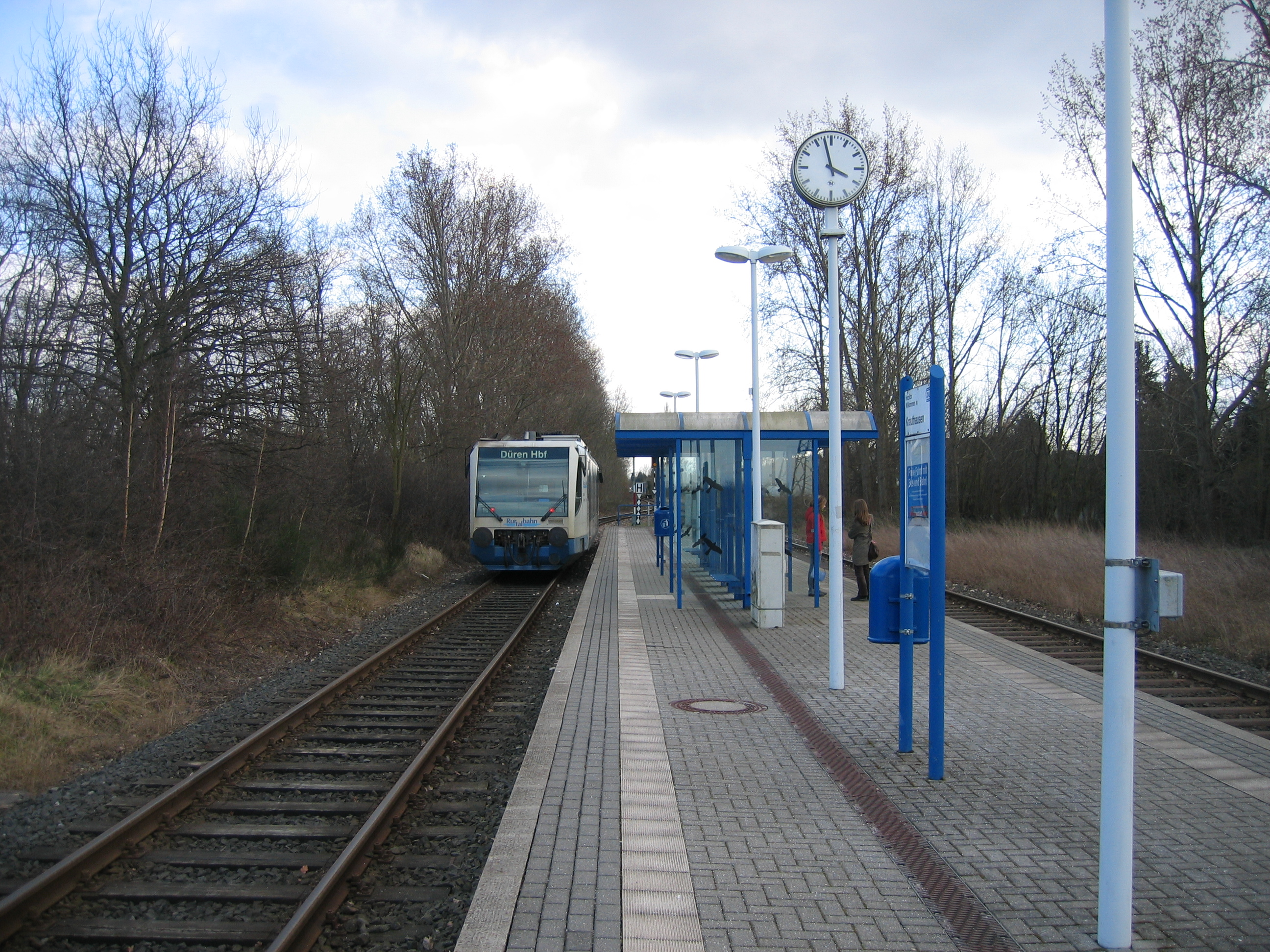
A krauthauseni állomás
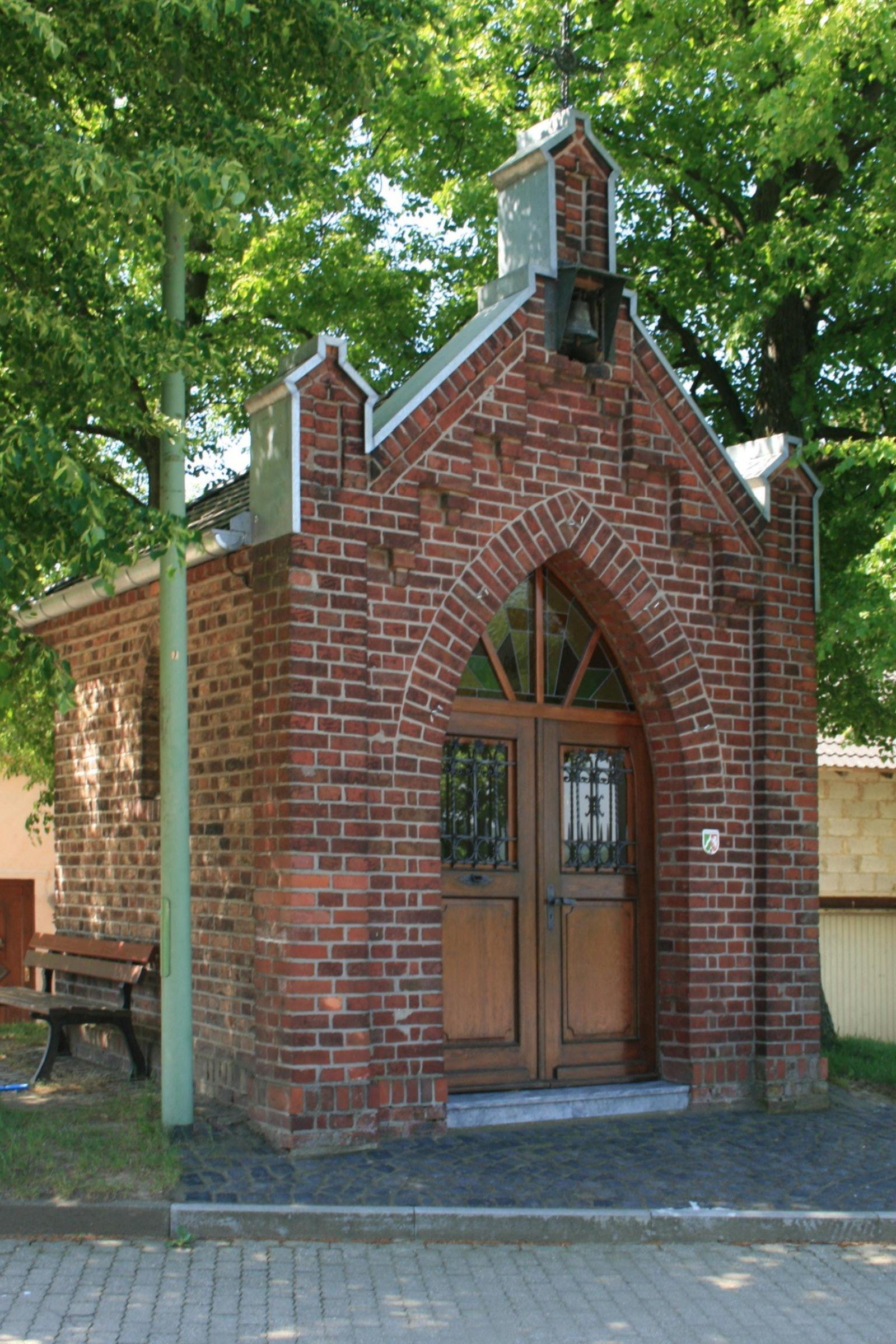
A bergi kápolna
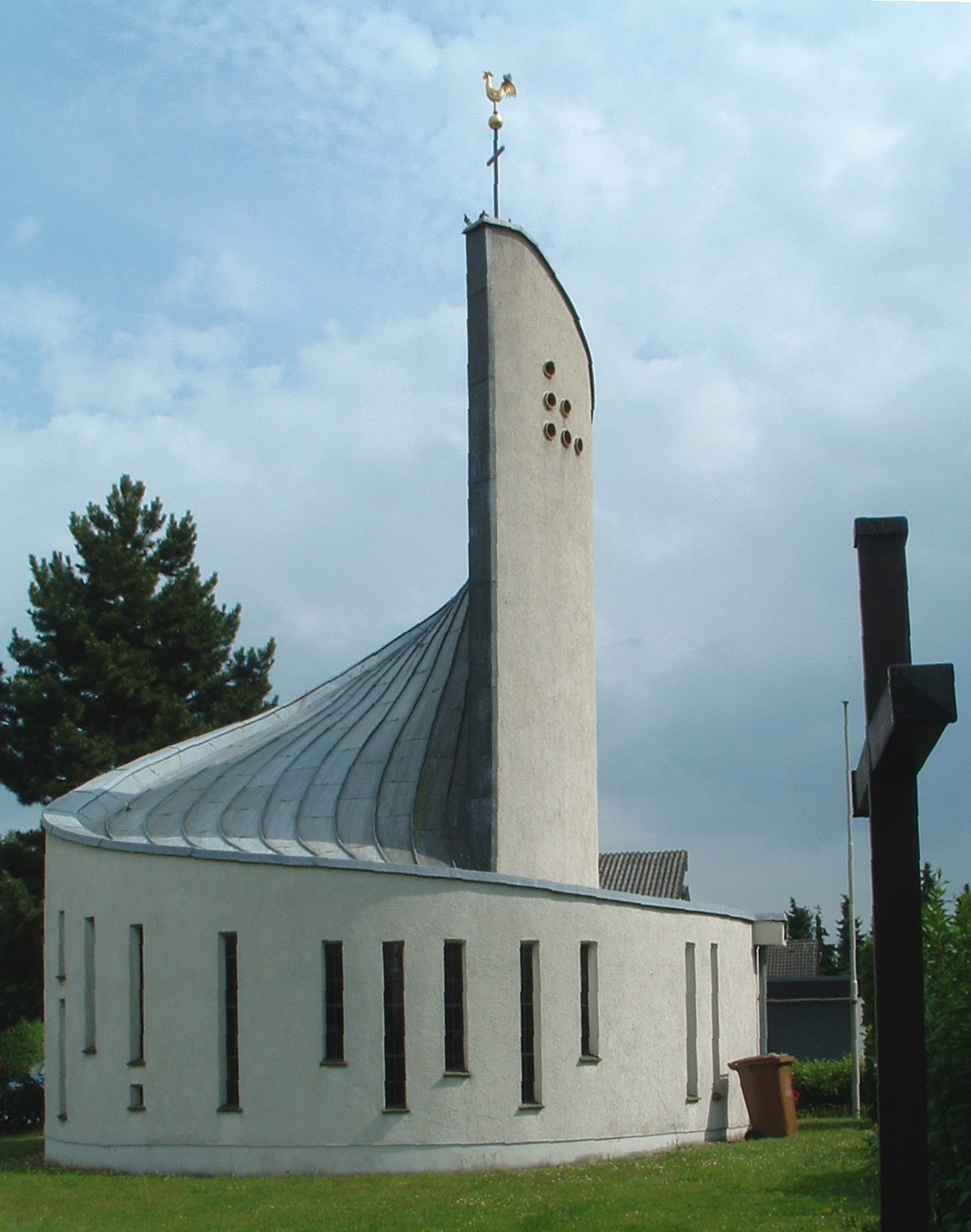
A selhauseni kápolna
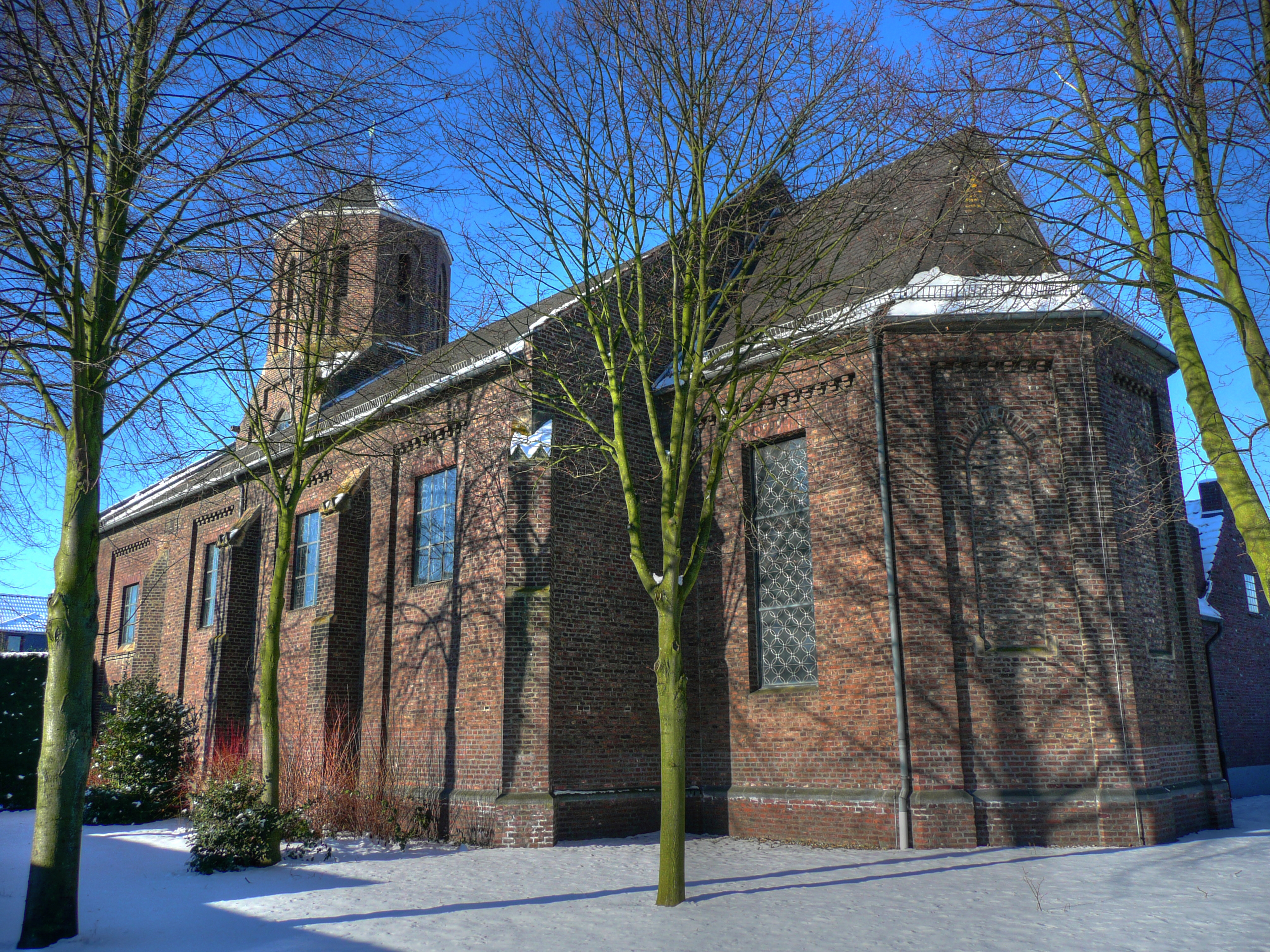
A katolikus templom Huchem-Stammelnben

## Népesség
A település népességének változása:
| Lakosok száma | 11 308 | 13 920 | 14 033 | 14 180 | 14 345 | 14 493 |
|               | 1975   | 2017   | 2019   | 2021   | 2022   | 2023   |